# Sven Furrer
Sven Furrer (* 7. Dezember 1971) ist ein Schweizer Lehrer, Moderator und Kabarettist.

## Leben und Wirken
Furrer machte zuerst eine Lehre als kaufmännischer Angestellter, besuchte das Lehrerseminar und war während mehrerer Jahre Lehrer in Würenlos. Später ging der gebürtige Walliser als Moderator zum Fernsehen und startete 2005 die Sketch-Show Edelmais & Co., die 2005–2011 im Schweizer Fernsehen zu sehen war.

## Auszeichnungen
- 2012: Prix Walo, Sparte: Comedy/Kabarett, zusammen mit René Rindlisbacher als Duo Edelmais